# Josh Kirby
Pour les articles homonymes, voir Kirby.
Ronald William « Josh » Kirby, né le 27 novembre 1928 à Waterloo, dans la banlieue de Liverpool et mort le 23 octobre 2001 à Diss, est un artiste britannique. Il fait ses études à la City School of Art de Liverpool où on le surnomme Josh, en référence à Sir Joshua Reynolds.
Il peint des posters de films et des couvertures de magazines et de livres. Il crée plus de 400 travaux et a une préférence pour la science-fiction (Robert Silverberg, Terry Pratchett). Il crée également le poster de Monty Python : La Vie de Brian et celui du Retour du Jedi. Il travaille presque exclusivement à l'huile.
En 1991, Paper Tiger Books publie un album contenant ses travaux ; il s'intitule In the Garden of Unearthly Delights.
Josh Kirby meurt en 2001 de causes naturelles dans son sommeil à Shelfanger, dans le Norfolk, à l'âge de 72 ans.

## Œuvres
- Il réalise les couvertures de tous les livres du disque-monde jusqu'en 2001. Paul Kidby prend la relève après sa mort.
- Il illustre également la trilogie du Grand Livre des gnomes.
- Science Fiction Monthly